# Haus Nosthausen

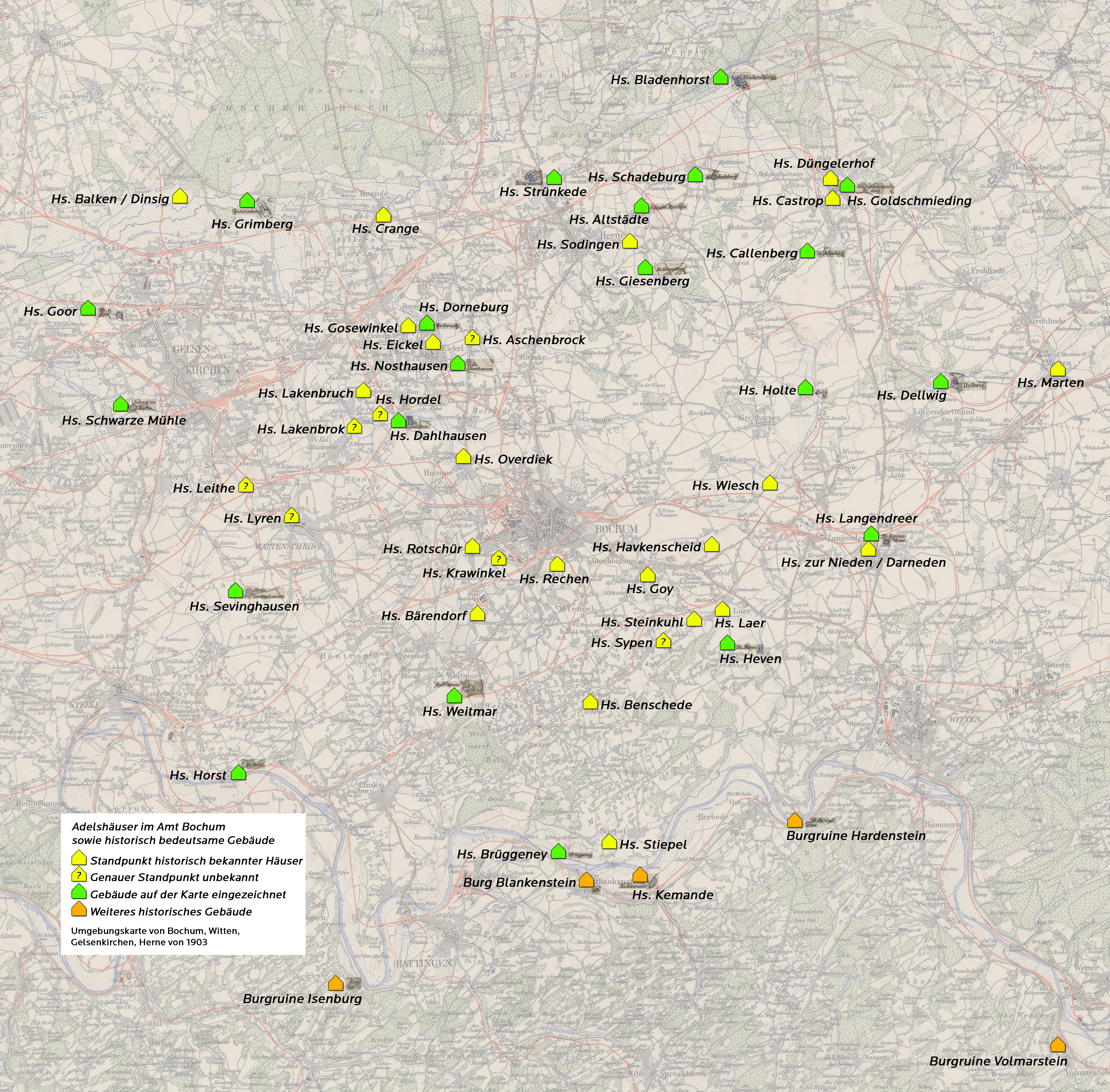
Die Adelssitze und Rittergüter im Amt Bochum mit einer Einzeichnung von Haus Nosthausen

Haus Nosthausen, früher auch Haus Osthausen, Haus Oysthusen war ein Rittergut im Kirchspiel Eickel, heute Herne (ehemals Amt Bochum) auf der Grenze zu Hofstede, Bochum. Es befand sich nordwestlich des Dorfs Riemke.
Das Geschlecht derer von Aschenbruch wurde erstmals 1308 erwähnt. 1345 nannte sich Rutger von Dorneburg mit Beinamen Aschebrock. Er trug 1350 sein Haus dem  Grafen von der Mark zu Lehen auf, sein Sohn hieß Johannes. Die Familie von Aschenbruch (Aschebroich) erlitt 1663 einen Konkurs. 1772 ging das Haus im Erbgang an Johann Werner von Dobbe zu Lyren, nach seinem Tode 1795 erbte es die Familie von Asbeck. 1842 wurde es an den Herzog von Arenberg verkauft.
Das alte Schloss soll im 18. Jahrhundert abgegangen sein. Auf dem Schlossgelände soll anschließend ein Pächterhaus entstanden sein. Um 1850 soll nach nicht zweifelsfrei belegbaren Angaben noch ein Hügel mit Resten eines Turmes vorhanden gewesen sein.
Das Gut hatte um 1842 eine Größe von etwa 100 ha. Nördlich des Gutshauses befand sich die Mühle des Guts am Dorneburger Bach und wurde von ihm angetrieben. In Herne erinnert die Mühlenstraße an die ehemalige Mühle des Gutshofs.
Im 18. Jahrhundert wurde das Gut von der Familie Löns, Vorfahren von Hermann Löns, verwaltet und später gepachtet. Löns Mühle ist aus dieser Zeit noch erhalten. Die ersten Abbaufelder der Zeche Hannibal hießen Nosthausen 1 und Nosthausen 2, auf den ehemaligen Ländereien wurden Teile der Zeche errichtet. Heute sind auf den Flächen des Hauses Nosthausen der „Kleingärtnerverein Am grünen Ring“ und zwei Industrieunternehmen ansässig.

## Belege
1. ↑  Löns auf Haus Nosthausen (Memento des Originals vom 5. März 2016 im Internet Archive)  Info: Der Archivlink wurde automatisch eingesetzt und noch nicht geprüft. Bitte prüfe Original- und Archivlink gemäß Anleitung und entferne dann diesen Hinweis.
2. ↑  Spezialkarte des nördlichen Bereichs des Amts Bochum
3. ↑   (Seite nicht mehr abrufbar, festgestellt im Dezember 2023. Suche in Webarchiven) Burgendaten.de - Nosthausen
4. ↑  Genealogisches Verzeichnis Haus Nosthausen
5. ↑  Landesarchiv NRW (Memento des Originals vom 11. November 2018 im Internet Archive)  Info: Der Archivlink wurde automatisch eingesetzt und noch nicht geprüft. Bitte prüfe Original- und Archivlink gemäß Anleitung und entferne dann diesen Hinweis.
6. ↑  Lage
7. ↑  Mühlenstraße, Straßen in Herne

Koordinaten: 51° 30′ 53,5″ N, 7° 11′ 32,9″ O